# 284 (numero)
Duecentottantaquattro (284) è il numero naturale dopo il 283 e prima del 285.

## Proprietà matematiche
- È un numero pari.
- È un numero composto con i seguenti 6 divisori: 1, 2, 4, 71, 142, 284. Poiché la somma dei suoi divisori (escluso il numero stesso) è 220 < 284, è un numero difettivo.
- È un numero nontotiente.
- È un numero amicale.
- È un numero sfenico.
- È parte delle terne pitagoriche (213, 284, 355), (284, 5037, 5045), (284, 10080, 10084), (284, 20163, 20165).
- È un numero palindromo nel sistema di numerazione posizionale a base 8 (434).
- È un numero congruente.

## Codice penale
- Nel codice penale italiano l'articolo 284 tratta l'argomento riguardante gli Arresti domiciliari.[1]

## Astronomia
- 284P/McNaught è una cometa periodica del sistema solare.
- 284 Amalia è un asteroide della fascia principale del sistema solare.

## Astronautica
- Cosmos 284 è un satellite artificiale russo.